# Pseudomiopteryx spinifrons
Pseudomiopteryx spinifrons es una especie de mantis de la familia Thespidae.

## Distribución geográfica
Se encuentra en Brasil, Guayana Francesa y  Venezuela.